# Rottenburg am Neckar
Rottenburg am Neckar (do 10. srpnja 1964. samo Rottenburg) je grad srednje veličine u Baden-Württembergu, Njemačka. Grad leži oko 50 km jugozapadno od glavnog grada pokrajine Stuttgarta i oko 12 km jugozapadno od Tübingena. Rottenburg je drugi najveći grad okruga nakon Tübingena i čini sekundarni centar za okolne zajednice. 
Rottenburg je sjedište rimokatoličkog biskupa kao službeno središte biskupije Rottenburg-Stuttgart.

## Povijest
Rottenburg je prvobitno osnovan kao rimski grad, Sumelocenna, vjerojatno oko godine 98. i bio je jedan od najvažnijih rimskih gradova na jugozapadu Njemačke. Imao je zidove koji su ga branili od napada Alemana, ipak je stradao 259. – 260. 
U srednjem vijeku gradom prvi upravljaju grofovi Hohenbergovci, koji su ga bili prisiljeni prodati habsburškoj dinastije 1381. godine.
Rottenburg postaje sjedište katoličkih biskupa tek između 1821. i 1828. kada je nakon sekularizacije i napoleonskih ratova reorganizaciran katolički život u jugozapadnoj Njemačkoj.

## Znamenitosti
Dom Sveti Martin je gradska katedrala od 1821. godine. Toranj katedrale datira iz 1486. godine.
Crkva St. Moriz posjeduje freske četiriju evanđelista na stropu u zboru iz 14. i 15. stoljeća. 
Postoje dva muzeja u gradu: Sülchgau muzej koji je specijaliziran za ranu i rimsku povijest grad, a dijecezanski muzej se fokusira na crkvenu umjetnost, slikarstvo i skulpture.
U neposrednoj blizini Weggentala je hodočasnička crkva svete Marije obnovljena u baroknom stilu od 1682. do 1695. godine. 
Vodotoranj Eckenweiler je izgrađen od armiranog betona 1970. godine, te predstavlja modernu gradsku arhitekturu.

## Gradovi prijatelji
- Saint-Claude, Francuska

## Vanjske poveznice
|  | Zajednički poslužitelj ima još gradiva o temi Rottenburg am Neckar |

- Službene stranice
- Informacije o gradu